# Planina (priimek)
Planina je priimek več znanih Slovencev:
- Aleš Planina, judoist
- France Planina (1901–1992), prirodoslovec, geograf, šolnik in muzealec
- Janez Planina (1927–2003), ekonomist, geograf, turistični strokovnjak, univerzitetni profesor
- Lovro Planina (1890–1973), muzealec, domoznanec, zgodovinski zbiralec, javni delavec (Škofja loka)
- Tomaž Planina (1934–2014), biolog, speleolog (jamar), inovator, fotograf